# Романовский, Болеслав
Болесла́в Шимо́н Романо́вский (пол. Bolesław Szymon Romanowski; 8 (21) марта 1910, Варакляны, Российская империя — 12 августа 1968, Гданьск, Польша) — польский военный, командор, известный командир подводных лодок. В период Второй мировой войны командовал разными подводными лодками и группой подводных лодок.

## Биография
Родился 21 марта 1910 в Вараклянах (ныне Латвия) в семье Леона и Ванды (урождённой Томашевской), якобштадтских мещан. В 1920 году вместе с семьёй переехал в село Грабовно (польск.-Grabównо, ныне Пильский повят Великопольского воеводства). Окончил государственную гимназию города Накло-над-Нотецью. В 1929 принят на морской факультет Школы курсантов Военно-морских сил (Szkoła Podchorążych Marynarki Wojennej), который окончил в 1932 и был произведён в младшие офицеры (рodporucznik marynarki). Позднее повышал свою квалификацию, окончив в 1933 практический курс для младших офицеров (Kurs Aplikacyjny dla Podporuczników), в 1935 курс подводного плавания, такой же расширенный курс в 1937, а в 1938-1939 – офицерский курс подводного оружия (Kurs Oficerski Broni Podwodnej). Владел английским и французским языками.

Офицерскую службу начал командиром взвода рядовых персонала флота. 
 После окончания в 1933 практического курса получил назначение на миноносец «Kujawiak», где сначала служил вахтенным офицером, а затем заместителем командира корабля. 

В середине 1934 начал службу на подводных лодках. Сначала был флаг-офицером в дивизионе подводных лодок, в 1935, после окончания курса подводного плавания, назначен штурманом на ПЛ «Лесной кот» («Żbik»). 
 В 1937–1938 – вахтенный офицер на транспорте "Wilia", затем и. о. офицера-сигнальщика на эсминце «Вихрь» («Wicher»), руководитель референтуры в мобилизационном отделе командования флотом, флагманский штурман-связист дивизиона эсминцев.
После окончания курса подводного оружия, 1 мая 1939 года назначен офицером подводного оружия на ПЛ «Волк» ("Wilk") — подводного минного заградителя и в этой должности встретил Вторую мировую войну.

### Боевой путь
Действуя в Гданьской бухте, «Волк» был обнаружен противником и подвергся бомбардировке глубинными бомбами с немецких тральщиков. Получив повреждения, лёг на дно на глубине 60 м. Утечка топлива на поверхность вызвала у немцев предположение в потоплении корабля. 3 сентября 1939 установил 20 мин поблизости полуострова Хель (в декабре 1939 в данном районе подорвался на мине немецкий рыболовный катер Pil-55 «Heimat»). 4 и 5 сентября снова был атакован глубинными бомбами. Были повреждены рули глубины, магнитный компас, произошла утечка топлива (немцы сообщили о потоплении тральщиком M4 польской подводной лодки). 6 и 9 сентября безуспешно пытался атаковать немецкие конвои. Ввиду полученных повреждений, исчерпания запаса топлива и невозможности его пополнения в польских портах, 11 сентября 1939 получил разрешение командования уйти в Великобританию или на интернирование в Швеции. Успешно пройдя через пролив Эресунн (находясь при этом в 60 метрах от немецких эсминца «Рихард Битзен» и тральщика Т-107, принявших польский корабль за шведский) в Северное море, 20 (по другим данным 22) сентября 1939 прибыл в Великобританию. За мужество и отвагу был награждён первым «Крестом Храбрых».
После ремонта и включения ПЛ «Волк» во 2-ю флотилию подводных лодок, базирующуюся в Росайте, продолжил на службу на подводной лодке в качестве офицера подводного оружия. «Волк» принимал участие в патрулировании у берегов Норвегии. После перевода «Волка» в резерв назначен заместителем командира запасного экипажа подводных лодок, а затем заместителем командира ПЛ «Сокол» («Sokół»), переданной ВМС Польши в 1941 в аренду военно-морским флотом Великобритании, принимавшей участие в блокаде французского порта Брест.
В августе—сентябре 1941 прошёл курс командиров подводных лодок. В сентябре 1941 был назначен командиром ПЛ «Ястреб» («Jastrząb») — бывшей старой американской ПЛ S-25 (1922 года постройки), которая была передана США в рамках закона о Ленд-лизе Великобритании, а затем арендована правительством Польши в изгнании. После прохождения двухнедельной программы подготовки 4 ноября принял подводную лодку в Гротоне (Сент-Джонс, (Ньюфаундленд) и провёл «Ястреб» через Атлантический океан на базу Холи Лох в Шотландии. По прибытии на место лодка четыре месяца находилась в ремонте для устранения последствий сильного шторма на пути через Атлантику. После завершения ремонтных работ и частичной модернизации лодка в апреле 1942 была направлена в порт Леруик, где вошла в состав британской 4-й флотилии подводных лодок.
24 апреля 1942 «Ястреб» под командованием Романовского вышел в свой первый боевой рейс в район трассы Арктических конвоев из Великобритании в СССР с задачей прикрытия конвоя PQ-15 в Мурманск. В составе экипажа из 42 человек было 5 офицеров и 37 унтер-офицеров и рядовых, в том числе 39 поляков и 3 англичан. 2 мая 1942 произошла незапланированная встреча «Ястреба» с конвоем, который, обнаружив на своём пути айсберги, изменил курс на 70 миль южнее, войдя в операционный район польского корабля. Принятый за лодку противника, «Ястреб» был атакован глубинными бомбами сопровождавшими конвой норвежским эсминцем HMS «St Albans» и британским тральщиком «Seagull». Атака не была прервана, несмотря на подаваемые подводной лодкой опознавательные сигналы дымовыми шашками. После аварийного всплытия подводной лодки она была обстреляна из орудий и пулемётов, в результате чего погибло 3 польских моряка и два английских, ранены 4 офицера и 12 моряков (данный эпизод отражён в романе В. С. Пикуля «Реквием каравану PQ-17»). Сам Романовский был тяжело ранен в обе ноги, получив 6 огнестрельных ранений. Из-за близких разрывов глубинных бомб «Ястреб» получил серьёзные повреждения, не позволявшие ему вернуться на базу, и был затоплен экипажем.
После лечения в Мурманском военно-морском госпитале и возвращения в Великобританию Романовский находился в распоряжении командования. В декабре 1942 был назначен командиром переданной Великобританией новой подводной лодки типа U «Вепрь» («Dzik»). С начала 1943 лодка действовала у берегов Норвегии и на трассе арктических конвоев, а затем была переброшена в Средиземном море.
Действуя с базы на Мальте и входя в состав британской 10-й флотилии подводных лодок с 16 мая по 26 октября 1943, лодка участвовала в шести боевых патрулированиях. В первом рейсе, 24 мая 1943 в районе мыса Спартивенто «Вепрь» атаковал четырьмя торпедами  итальянский танкер «Carnaro», идущий в боевом охранении двух кораблей из порта Аугуста на Сицилии в Мессину. Две торпеды попали в цель, вызвав пожар на танкере, получившем серьёзные повреждения и отбуксированном в Мессину (до капитуляции Италии танкер не смог вернуться на службу).
В следующем боевом рейсе с 8 по 22 июня «Вепрь» совершил две боевые атаки у берегов Сицилии. Сначала, 17 июня, в Тирренском море он выпустил три торпеды в итальянский тральщик «Vieste», не попавшие в цель. Вечером того же дня он выпустил три торпеды в итальянское грузовое судно, идущее в сопровождении миноносца «Orione». Романовский доложил, что поразил цель, но это не подтверждается послевоенными данными о потерях итальянского флота.
Очередной боевой задачей «Вепря»  было патрулирование со 2 по 19 июля акватории вокруг порта Таранто в рамках Сицилийской операции союзников. В последний день патрулирования, на обратном пути на Мальту, польский корабль выпустил четыре торпеды в находящуюся в погруженном состоянии итальянскую ПЛ «Ascianghi», готовящуюся к атаке на британскую ПЛ «Unshaken». Итальянский корабль уклонился от торпед, но был вынужден прекратить собственную атаку.
В августе 1943 «Вепрь» патрулировал Адриатическое море в районе Бари. Вечером 15 августа подводная лодка обнаружила конвой, состоящий из двух судов, с сильным эскортом. Капитан Романовский выпустил по две торпеды в каждую из целей. В результате атаки был серьёзно повреждён и выведен из строя (посажен на мель собственной командой) немецкий транспорт «Goggiam». Возвращаясь с патрулирования, 19 августа «Вепрь» безуспешно обстрелял торпедами неизвестную подводную лодку, находящуюся в погруженном состоянии.
На очередное патрулирование «Вепрь» отправился 15 сентября в Лигурийское море в окрестности Корсики. Поскольку немцы начали эвакуацию своего гарнизона с острова, британская 10-я флотилия подводных лодок получила приказ блокировать транспортные маршруты противника. 21 сентября, используя воздушный налёт союзников на Бастию, «Вепрь» вошёл на рейд порта и атаковал два транспорта, принимавших на борт немецких солдат. Один из них, бывший греческий  «Nikolaus», был потоплен, заблокировав выход из порта Бастия. Некоторые источники приписывают польской подлодке также потопление второго судна – транспорта «San Pedro», а также  буксира «Kraft», но это не подтверждено немецкими данными. 22 сентября лодка Романовского атаковала покидавшую порт Бастия колонну десантных паромов, уничтожив тремя торпедами три парома.
После капитуляции Италии «Вепрь» был передан в состав британской 1-й флотилии подводных лодок, действующей из Бейрута. Вместе с другой польской ПЛ, «Сокол», он получил задание парализовать движение немецких кораблей (а также греческих, находящихся на службе у немцев) в Эгейском море.
2 декабря 1943 в Бейруте подводную лодку посетил главнокомандующий польскими вооружёнными силами К. Соснковский.
7 января 1944 «Вепрь» под командованием Романовского четырьмя торпедами безуспешно атаковал идущий под турецким флагом пароход «Tirhan» (согласно другим источникам – немецкий танкер «Brunhilde»), а на следующий день огнём из носового орудия заставил остановиться греческую шхуну «Eleni», перевозившую немецких солдат и груз – крупный рогатый скот на остров Хиос. После взятия судна на абордаж, захвата оружия и продовольствия, неприятельское судно было взорвано и затоплено. 9 января в районе острова Лемнос обстрелян, а затем взорван греческий катер «Agia Markella».

После завершения патрулирования «Вепрь» перешёл на ремонт в Порт-Саид, а затем совершил переход через Мальту и Гибралтар в апреле 1944 прибыл в Великобританию, завершив свою средиземноморскую кампанию.
Действия польских подводных лодок «Вепрь» и «Сокол» в Средиземном море принесли им прозвище «ужасные близнецы» («Terrible Twins»). Им приписывалось потопление 38 судов общим водоизмещением около 100 000 брт. После получения доступа к немецким и итальянским архивам стало известно, что часть достижений им была приписана на основе завышенных отчётов командиров и данных разведки. Вместе с тем необходимо учитывать, что помимо непосредственных атак на корабли, польские подлодки принимали участие в блокаде портов противника, обеспечении безопасности линий связи союзников и создавали постоянную угрозу для судоходства стран Оси в регионе.
Романовский за средиземноморскую кампанию был награждён серебряным крестом ордена Воинской доблести Virtuti Militari и британским крестом за выдающуюся службу. Оставался командиром «Вепря» до декабря 1944 (находясь в Великобритании, подводная лодка выходила только в учебные морские рейсы).
В декабре 1944 был назначен на должность командира группы польских подводных лодок, которую занимал до июля 1946. Одновременно с 12 декабря 1944 по 7 февраля 1945 – командир ПЛ «Сокол» («Sokół»).

### После войны
В 1946–1947 годах находился в распоряжении командования ВМС Польши, работал первым заместителем начальника отдела управления персоналом Командования, IV-м офицером штаба Южной команды ВМС. Один из немногих офицеров, кто решил вернуться в послевоенную Польшу. Он хотел, чтобы это произошло так же, как покинул родину, на борту корабля. Командовал группой матросов репатриационного лагеря. Сотрудничал с польской морской миссией в Великобритании. Был назначен командиром эсминца «Молния» («Błyskawica»), сформировал для него экипаж, с которым 4 июля 1947 привёл корабль из Великобритании в Польшу.
После возвращения на родину был назначен командиром подводной лодки типа «Орёл» – «Гриф» («Sęp»). С 1948 командовал дивизионом подводных лодок.
В сентябре 1950 в ходе кампании репрессий против офицеров довоенной Польши был уволен в запас, а затем арестован. После десяти недель заключения освобождён, но был вынужден в 1952 переехать сначала в Познань, где работал служащим в Центральном государственном управлении деревообработки, а затем в Быдгощ, в Польском регистре судоходства. Жил с семьёй в стеснённых условиях. В это время написал свои воспоминания «Торпеда в цель».
На волне политической оттепели 1956 по ходатайству генерала Ю. Куропески вернулся в Гдыню и по предложению Военно-морской реабилитационной комиссии вновь зачислен в ВМС Польши. В 1957 был назначен флагманским минёром отдела Главного штаба ВМС. С 1958–1959 был начальником научно-издательского отдела Главного штаба ВМС Польши, а затем до 1961 занимал должность начальника отдела практики – заместителя начальника Высшей Школы ВМС Польши по кораблям и морской практике. Был членом комиссии по разработке нового Устава корабельной службы.
В 1958 был консультантом на съёмках художественного  фильма  «Orzeł» о судьбе польской  подлодки «Орел». В 1961–1964 по просьбе Союза польских харцеров был первым капитаном морской яхты «Zawisza Czarny» – флагманского учебного парусного судна, принадлежащего Центру морского образования. Совершил на нём 12 плаваний в Балтийском и Северном морях. 
В связи с ухудшением состояния здоровья в 1964 уволен в запас. Работал в качестве заседателя в Морской палате в Гдыне.
Скоропостижно скончался 12 августа 1968 от сердечного приступа в военно-морском госпитале в Гданьске. Похоронен с воинскими почестями в Гдыне.
Был женат на Хелене Собещаньской (1910–1982), в браке родились дочери София и Ванда и сын Анджей (трагически погиб в 1957).
Имя Болеслава Романовского в 1985 году присвоено польской 3-й флотилии кораблей ВМС Польши, базирующейся в Гдыне. Его имя носит также одна из улиц Гданьска. В 1987, в сороковую годовщину возвращения эсминца «Молния» в Польшу перед зданием штаба 3-й флотилии кораблей был открыт его бюст.

### Воинские звания
- 1932 –  Podporucznik marynarki (Лейтенант)
- 1935 –  Porucznik marynarki (Старший лейтенант)
- 1940 –  Kapitan marynarki (Капитан-лейтенант)
- 1944 –  Komandor podporucznik (Капитан 3-го ранга)
- 1948 –  Komandor porucznik (Капитан 2-го ранга)
- 1957 –  Komandor (Капитан 1-го ранга)

## Награды
Польские награды
- Серебряный крест ордена Воинской доблести Virtuti Militari
- 2 ордена Крест Храбрых
- 2 ордена Серебряный Крест Заслуги
- 4 Медали Флота
- Медаль «Победы и Свободы»
- Медаль «За Одру, Нису и Балтику»

Иностранные награды
- Крест «За выдающуюся службу» (Distinguished Service Cross, DSC) (Великобритания)
- Медаль Звезда 1939-1945 (Великобритания)
- Медаль Атлантическая звезда (Великобритания)
- Медаль Африканская звезда (Великобритания)
- Медаль Итальянская звезда (Великобритания)
- Медаль обороны (Великобритания)
- Медаль за войну 1939-1945 (Великобритания)